# Fëdor Vasil'ev
Fëdor Vasil'ev (in russo Фёдор Васильев?; Šuja, 1707 – Šuja, 1782 circa) è stato un abitante della cittadina di Šuja, in Russia, entrato nel Guinness dei primati in quanto padre di 87 figli avuti da due mogli: 69 dalla prima (Valentina Vasil'eva) e 18 dalla seconda.

## Biografia
La sua prima moglie, Valentina Vasil'eva, è nota per essere stata la donna ad aver partorito il maggior numero di figli, ben 69. Diede alla luce 16 coppie di gemelli, ebbe 7 parti trigemellari e 4 quadrigemellari fra il 1725 ed il 1765, per un totale di 27 parti. 67 dei suoi 69 figli raggiunsero l'età adulta.
Tale record è registrato nel Guinness dei primati.
Vasil'ev ebbe anche una seconda moglie, dalla quale ebbe altri 18 figli, di cui 6 coppie di gemelli e 2 parti trigemellari, arrivando così a 87 figli totali, di cui 84 raggiunserò l'età adulta.

## Fonti
La prima pubblicazione riguardante la progenitura di Valentina Vasil'eva fu in un numero della rivista The Gentleman's Magazine nel 1783. Gli stessi dati furono riportati nel 1834 ad opera di Bašutskij, nel Panorama di San Pietroburgo.
Circa questo primato, in un articolo del 1933 su Biometrika l'autrice Julia Bell citò due pubblicazioni, sebbene con riserva di veridicità sui fatti: un libro del 1790 scritto da B. F. J. Hermann dal titolo Statistische Schilderung von Rutsland e un articolo del 1878 apparso su The Lancet.
Il record di Valentina Vasil'eva è stato pubblicato anche sul Guinness dei primati.